# Canencia
Canencia è un comune spagnolo di 446 abitanti situato nella comunità autonoma di Madrid.